# Gaggenau
Gaggenau ist eine Stadt im Westen Baden-Württembergs rund acht Kilometer nordöstlich von Baden-Baden. Sie ist nach der Kreisstadt Rastatt und vor der Stadt Bühl die zweitgrößte Stadt des Landkreises Rastatt und bildet zusammen mit der südlichen Nachbarstadt Gernsbach ein Mittelzentrum innerhalb der Region Karlsruhe. Der Ort gewann im späten 19. und im 20. Jahrhundert durch große Industrieansiedlungen an Bedeutung und erhielt 1922 das Stadtrecht. Seit dem 1. Januar 1971 ist Gaggenau eine Große Kreisstadt.

## Geografie

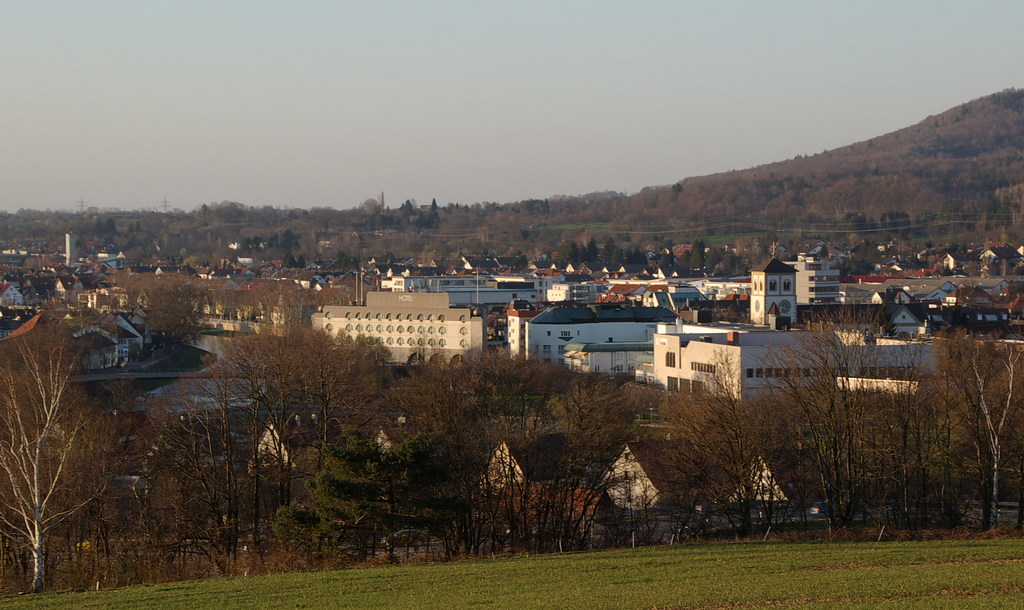
Blick von Süden aufs Stadtzentrum

### Geografische Lage
Gaggenau liegt am Westrand des Nordschwarzwalds beiderseits des Flusses Murg in einer Erweiterung des Murgtales. Die Bundesstraße 462 (Schwarzwald-Tälerstraße) und die Murgtalbahn von Rastatt nach Freudenstadt durchqueren die Stadt. Der höchste Punkt im Stadtgebiet liegt auf dem Mauzenberg auf ca. 758 m, der niedrigste Punkt liegt bei etwa 124 m ü. NN am Nordwestrand der Gemarkung Oberweier. Die größte Ausdehnung des Stadtgebiets beträgt in Nord-Süd-Richtung und in West-Ost-Richtung jeweils ungefähr 10 km.

### Nachbarkommunen
Folgende Städte und Gemeinden grenzen an die Stadt Gaggenau (im Uhrzeigersinn, beginnend im Norden): Malsch, Marxzell (beide Landkreis Karlsruhe), Bad Herrenalb (Landkreis Calw), Loffenau und Gernsbach (beide Landkreis Rastatt), Baden-Baden (Stadtkreis) sowie Kuppenheim, Bischweier und Muggensturm (alle Landkreis Rastatt).

### Stadtgliederung
Das Stadtgebiet Gaggenaus gliedert sich in die Kernstadt Gaggenau und die acht Stadtteile Bad Rotenfels, Freiolsheim, Hörden, Michelbach, Oberweier, Ottenau, Selbach und Sulzbach.
Die Stadtteile bilden zugleich Wohnbezirke im Sinne der baden-württembergischen Gemeindeordnung, wobei die Kernstadt und die Stadtteile Ottenau und Bad Rotenfels zu einem Wohnbezirk zusammengefasst werden. Mit Ausnahme der Stadtteile Bad Rotenfels und Ottenau sind Ortschaften im Sinne der baden-württembergischen Gemeindeordnung mit jeweils eigenem Ortschaftsrat und Ortsvorsteher eingerichtet. Für diese Ortschaften gibt es jeweils einen vom Volk gewählten Ortschaftsrat, der aus acht bis zehn Mitgliedern besteht. Vorsitzender des Gremiums ist der Ortsvorsteher. Die Ortschaftsräte sind zu wichtigen, die Ortschaft betreffenden Angelegenheiten zu hören.
Zur Stadt Gaggenau in den Grenzen vom 31. Dezember 1969 gehören die Stadt Gaggenau, das Dorf Ottenau (mit Gaggenau zusammengewachsen) und das Gehöft Amalienberg. Zu den Stadtteilen Hörden, Michelbach, Selbach und Sulzbach gehören jeweils nur die gleichnamigen Dörfer. Zum Stadtteil Freiolsheim gehören das Dorf Freiolsheim und die Weiler Mittelberg und Moosbronn. Zum Stadtteil Oberweier gehören die Dörfer Oberweier und Niederweier. Zum Stadtteil Bad Rotenfels gehören das Dorf Rotenfels und der Weiler Winkel.
In der Stadt Gaggenau in den Grenzen vom 31. Dezember 1969 (auf Gemarkung Gaggenau, in etwa Gewann Heil) liegt die Wüstung Außermichelbach und im Stadtteil Oberweier die Wüstung Mittelweyer.

### Raumplanung
Gaggenau bildet zusammen mit der südlichen Nachbarstadt Gernsbach ein Mittelzentrum innerhalb der Region Karlsruhe, in welcher Karlsruhe die Position des Oberzentrums einnimmt. Zum Mittelbereich Gaggenau/Gernsbach mit 53.766 Einwohnern (2020) gehören neben den beiden Städten Gaggenau und Gernsbach noch die Gemeinden Forbach, Loffenau und Weisenbach.

## Geschichte

### Bis zum 18. Jahrhundert
Gaggenau wurde 1243 erstmals urkundlich erwähnt. Bis ins 19. Jahrhundert blieb Gaggenau ein kleineres Dorf. Das gehörte ursprünglich zum Ufgau, ab dem 13. Jahrhundert zur Markgrafschaft Baden bzw. ab 1535 zur Markgrafschaft Baden-Baden. Älter als die Kernstadt ist unter anderem der heutige Stadtteil Bad Rotenfels, der in einem kaiserlichen Schenkungsbrief bereits im Jahre 1041 genannt wurde.
Bis 1689 gehörte Gaggenau zum Amt Kuppenheim und dann zum Amt Rastatt, aus dem später der Landkreis Rastatt hervorging. 1691 wurde der Ort im Pfälzischen Erbfolgekrieg durch die Franzosen fast vollständig zerstört.
1772 entstand unterhalb des Dorfes die Rindenschwendersche Glashütte und mit ihr mehrere Betriebswohnungen und Werkstätten.

Eisenwerke Michael Flürscheims (um 1891)

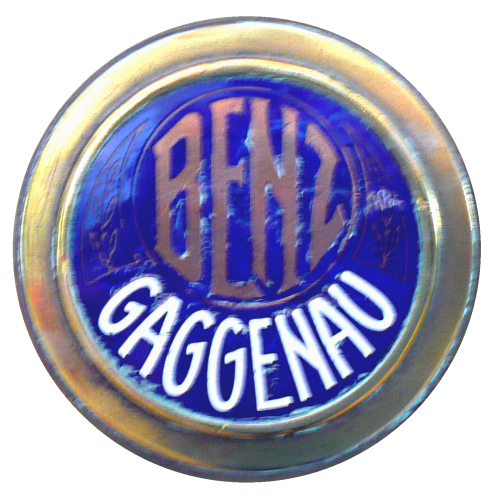
Benz Gaggenau

### 19. und 20. Jahrhundert
Der eigentliche industrielle Aufschwung begann ab 1873 durch Gründung der Eisenwerke Michael Flürscheims, die auf das markgräfliche Hammerwerk zurückgehen. 1895 wurde hier bereits das 5-PS Automobil Orient Express gebaut, ab 1905 nannten sie sich Süddeutsche Automobilfabrik GmbH Gaggenau. 1907 erfolgte die Übernahme durch die Firma Benz & Cie. aus Mannheim bis zum Zusammenschluss 1926 zur Daimler-Benz AG. Dadurch wuchs die Siedlung Gaggenau stark an und wurde am 15. September 1922 aufgrund ihrer Wirtschaftskraft zur Stadt erhoben.
Die NS-Machthaber errichteten im September 1944 im heutigen Ortsteil Rotenfels das Sicherungslager Rotenfels, wo in sechs Baracken etwa 1600 Frauen und Männer interniert wurden, die in den Daimler-Benz-Werken und anderen Betrieben zu Zwangsarbeit verpflichtet waren. Etwa 500 von ihnen sind ums Leben gekommen. An sie erinnert seit 1985 im Kurpark Bad Rotenfels eine Gedenktafel, die im Beisein einstiger französischer Häftlinge eingeweiht wurde.
Eine weitere Gedenkstätte befindet sich im Erlichwald nahe dem Waldfriedhof. Die Gedenkstätte Im Erlichwald erinnert an 27 NS-Opfer, die hier am 25. und 30. November von der Lagerpolizei des Sicherungslagers Rotenfels erschossen wurden. Es waren vier US-Soldaten, sechs britische Soldaten, vier Widerstandskämpfer aus den Vogesen, neun Mitglieder des Netzwerkes Réseau Alliance sowie eine Frau und drei Männer, alle vier unbekannt. Unter den französischen Zivilisten waren der Generalvikar des Bistums Dax und andere katholische Priester. Die Stadt weihte am 30. April 2023 mit einer Feier eine neue Gedenktafel ein.

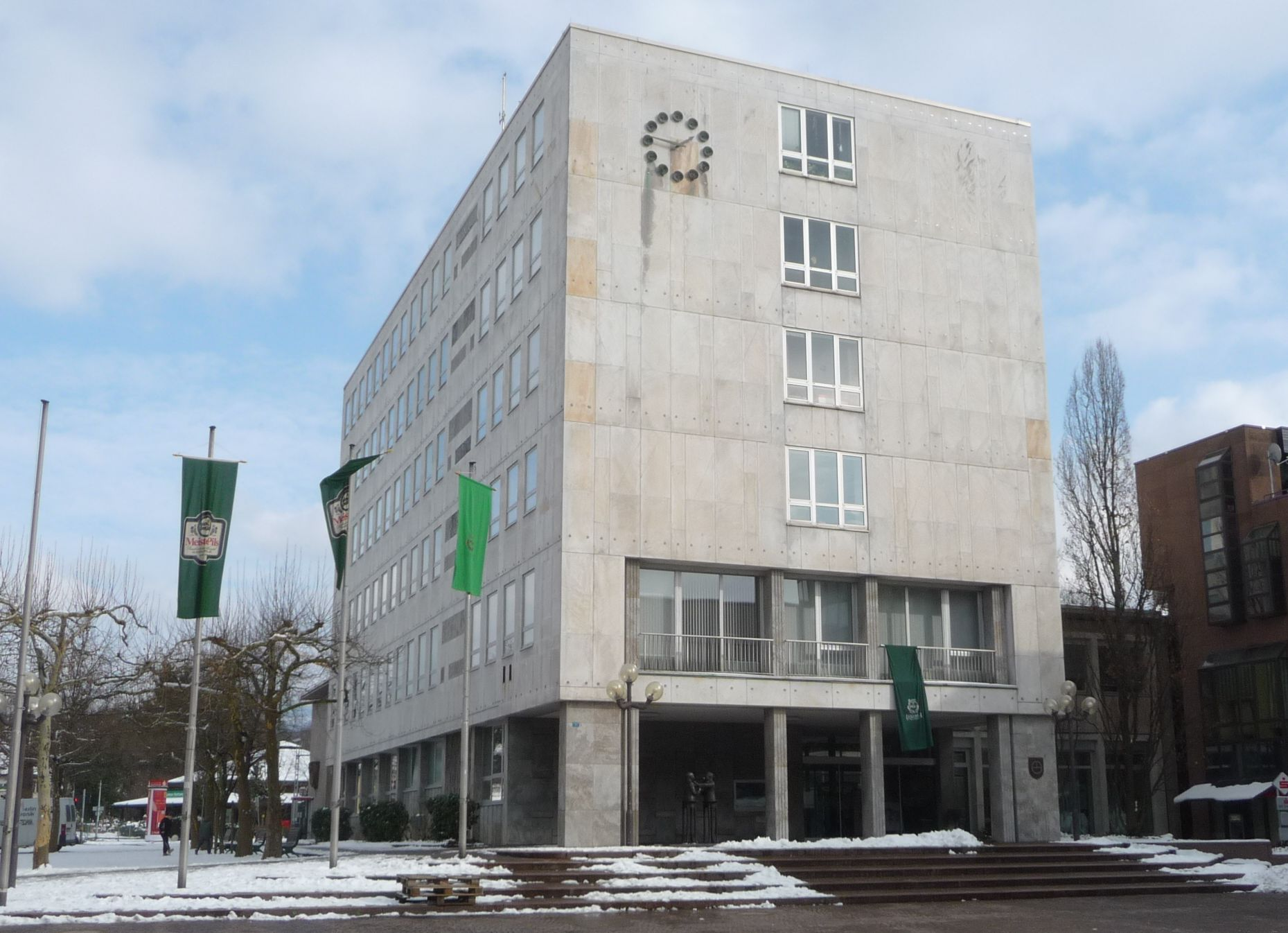
Das Rathaus

Im Zweiten Weltkrieg wurde die Stadt zu etwa 70 % zerstört. Am 10. September 1944 griffen 140 Bomber vom Typ B-17 der 8. US-Luftflotte die örtliche Fahrzeugindustrie an, am 3. Oktober folgte ein Angriff durch 139 B-24. 205 Einwohner starben, 111 wurden verletzt und 4500 obdachlos. 696 der 2185 Gebäude in Gaggenau wurden völlig zerstört und 1334 beschädigt. Nach dem Krieg wurde die Stadt mit regelmäßigem Straßennetz wieder aufgebaut. Der Wiederaufbau wurde mit dem Neubau des Rathauses (1957–1958) abgeschlossen. Von 1951 bis 2002 wurde im Gaggenauer Daimler-Werk der Unimog gebaut, bevor die Produktion 2002 nach Wörth am Rhein verlegt wurde.
Anfang der 1970er Jahre wurden im Zuge der Kommunalreform sechs Umlandgemeinden nach Gaggenau eingegliedert. Dadurch verdoppelte sich die Einwohnerzahl und die Gemarkungsfläche verfünffachte sich, insbesondere durch die ehemalige Gemeinde Rotenfels, die im Grundbesitz einer sehr großen Waldfläche (bis einschließlich zum Bernstein) war. Dadurch wurde die Mindestzahl von 20.000 Einwohnern für die Erhebung zur Großen Kreisstadt überschritten, weshalb die Landesregierung von Baden-Württemberg diese auf Antrag der Stadtverwaltung mit Wirkung vom 1. Januar 1971 beschloss.

### Eingemeindungen

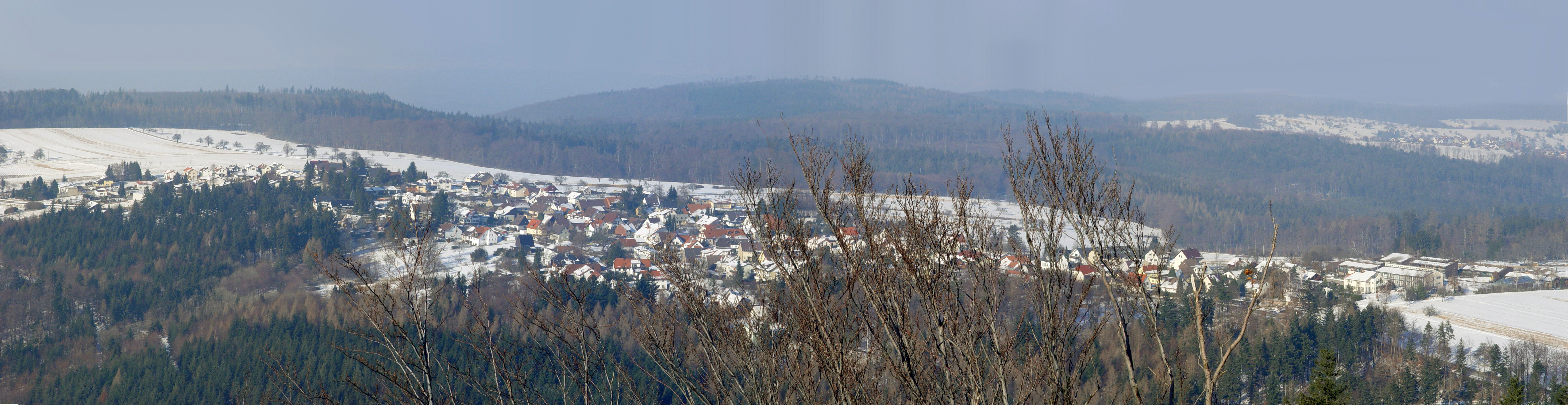
Freiolsheim vom Mahlberg aus gesehen

Folgende Gemeinden wurden in die Stadt Gaggenau eingegliedert. Sie gehörten alle zum Amt bzw. Landkreis Rastatt:
- 1. April 1935: Ottenau
- 1. Januar 1970: Rotenfels, Heilbad, mit dessen Ortsteil Winkel (heute: Bad Rotenfels)
- 1. April 1970: Selbach
- 1. September 1971: Freiolsheim mit dem Weiler Moosbronn und der Siedlung Mittelberg[12]
- 1. April 1972: württembergischer Anteil des Weilers Moosbronn von der Gemeinde Bernbach[12]
- 1. April 1972: Oberweier mit Niederweier[12]
- 1. April 1973: Sulzbach[13]
- 1. Januar 1975: Hörden und Michelbach[13]

Bad Rotenfels, Gaggenau und Ottenau bilden zusammen eine „Ortschaft“ entsprechend der Gemeindeordnung von Baden-Württemberg.
Vor den Eingemeindungen der 1970er Jahre (also inklusive Ottenau) hatte Gaggenau eine Fläche von 12,63 km².

### Einwohnerstatistik
Einwohnerzahlen nach dem jeweiligen Gebietsstand. Die Zahlen sind Volkszählungsergebnisse (¹) oder amtliche Fortschreibungen der jeweiligen Statistischen Ämter (nur Hauptwohnsitze).
| Jahr                 | Einwohner |
| -------------------- | --------- |
| 1450                 | 100       |
| 1550                 | 350       |
| 1650                 | 160       |
| 1790                 | 520       |
| 1833                 | 1.071     |
| 1. Dezember 1880 ¹   | 1.522     |
| 1. Dezember 1905 ¹   | 2.400     |
| 1. Dezember 1910 ¹   | 3.120     |
| 1926                 | 4.162     |
| 1935                 | 6.600     |
| 17. Mai 1939 ¹       | 7.741     |
| 1945 ¹               | 4.500     |
| 13. September 1950 ¹ | 7.526     |

| Jahr               | Einwohner |
| ------------------ | --------- |
| 6. Juni 1961 ¹     | 12.537    |
| 27. Mai 1970 ¹     | 21.132    |
| 31. Dezember 1975  | 28.846    |
| 31. Dezember 1980  | 28.533    |
| 25. Mai 1987 ¹     | 28.116    |
| 31. Dezember 1990  | 28.761    |
| 31. Dezember 1995  | 29.531    |
| 31. Dezember 2000  | 29.703    |
| 31. Dezember 2005  | 29.709    |
| 31. Dezember 2010  | 29.032    |
| 31. Dezember 2015  | 29.032    |
| 31. Dezember 2020  | 29.932    |
| 30. September 2021 | 30.068    |

¹ Volkszählungsergebnis

### Konfessionsstatistik
Gemäß dem Zensus 2011 waren 17,5 % der Einwohner evangelisch, 54,9 % römisch-katholisch und 27,6 % waren konfessionslos, gehörten einer anderen Glaubensgemeinschaft an oder machten keine Angabe. Die Zahl der Protestanten und vor allem die der Katholiken ist seitdem gesunken. Mit Stand 2017 waren von den 29.557 Einwohnern 15,9 % (4.714) evangelisch, 50,4 % (14.888) der Einwohner römisch-katholisch und 33,7 % gehörten entweder einer anderen Religion an oder sind konfessionslos.

### Religionen

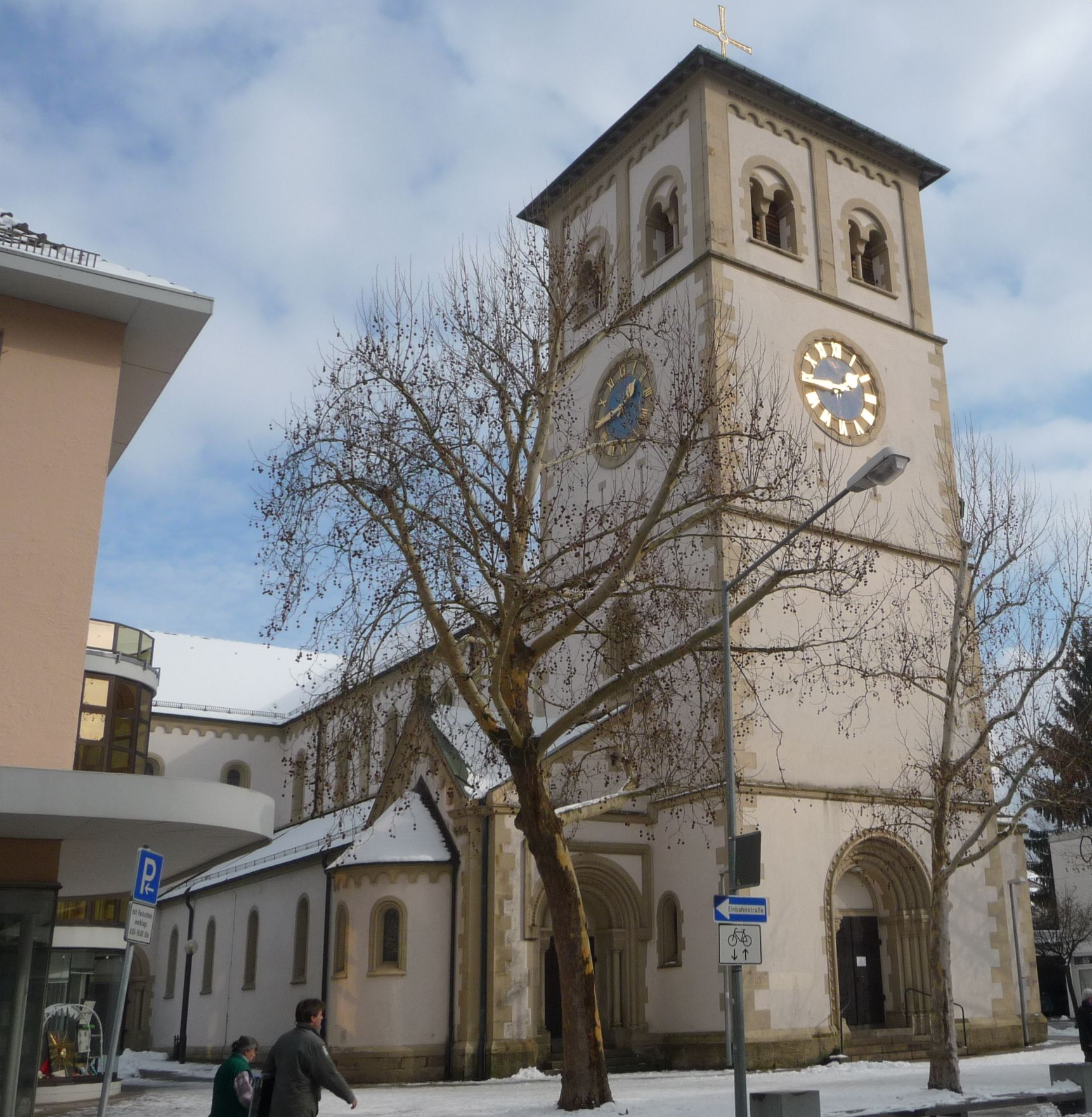
Die katholische Pfarrkirche St. Josef im Stadtzentrum

Gaggenau gehörte zum Bistum Speyer und war dem Landkapitel Kuppenheim zugeordnet. Ab 1555 wurde die Reformation eingeführt. Doch musste der Ort in der Folgezeit sechsmal die Konfession wechseln, bevor er dann fast ausnahmslos katholisch blieb. Bis 1891 war Gaggenau ein Filialort von Rotenfels, dessen Kirche Mutterkirche für das gesamte Umland war. Die heutige Kirche stammt aus der Barockzeit, die Innenausstattung aus dem 18. Jahrhundert. In Gaggenau gab es seit dem 17. Jahrhundert eine dem Hl. Wendelin geweihte Kapelle. 1899 erhielt Gaggenau dann eine eigene Pfarrkirche St. Josef. Auch die anderen Stadtteile Gaggenaus haben meist ältere katholische Kirchen. Alle Pfarrgemeinden kamen 1821/27 zum neu gegründeten Erzbistums Freiburg. Sie wurden dem Dekanat Murgtal zugeordnet. Heute gibt es im Stadtgebiet Gaggenaus folgende Kirchengemeinden: St. Josef Gaggenau, St. Marien Gaggenau, Maria Hilf Moosbronn-Freiolsheim, St. Johann Nepomuk Hörden, St. Michael Michelbach, St. Johannes der Täufer Oberweier, St. Laurentius Bad Rotenfels, St. Nikolaus Selbach, St. Anna Sulzbach und St. Jodocus in Ottenau.
Im 19. Jahrhundert zogen wieder Protestanten nach Gaggenau und gründeten dort eine eigene Gemeinde. Gekrönt wurde dies im Jahr 1891 mit dem Bau einer eigenen Kirche. Diese wurde im Zweiten Weltkrieg zerstört und 1953 wieder aufgebaut. Die Gemeinde gehört zum Kirchenbezirk Baden-Baden und Rastatt der Evangelischen Landeskirche in Baden.
Neben den beiden großen Kirchen gibt es in Gaggenau weitere christliche Gemeinden, wie etwa die Neuapostolische Kirche und die Glaubensgemeinschaft der Zeugen Jehovas.
Ebenfalls haben die rund 1.000 in Gaggenau lebenden Kroaten eine eigene römisch-katholische Kirchengemeinde und kooperieren mit anderen kroatischen Kirchengemeinden in Mittelbaden.
Ferner leben in Gaggenau über 1.100 (überwiegend türkische) Muslime. Die Sultan-Ahmet Moschee, die der DİTİB (Die Diyanet İşleri Türk İslam Birliği) angehört, liegt im Stadtteil Bad Rotenfels und hat über 200 Mitglieder.

## Politik

### Gemeinderat
Der Gemeinderat hat 26 ehrenamtliche Mitglieder, die für fünf Jahre gewählt werden. Hinzu kommt der Bürgermeister als stimmberechtigter Gemeinderatsvorsitzender.
Die Kommunalwahl 2024 führte zu folgendem Ergebnis (in Klammern: Unterschied zu 2019):
- SPD: 5
- Grüne: 3
- CDU: 8
- FDP: 2
- FW: 8
- AfD: 0

- SPD: 10
- Grüne: 7
- CDU: 15
- FDP: 4
- FW: 14
- AfD: 2

| Gemeinderat 2024               | Gemeinderat 2024 | Gemeinderat 2024 | Gemeinderat 2024 | Gemeinderat 2024 |
| Partei / Liste                 | Stimmenanteil    | Sitze            |                  |                  |
| ------------------------------ | ---------------- | ---------------- | ---------------- | ---------------- |
| Freie Wähler                   | 31,9 % (+10,3)   | 8 (+2)           |                  |                  |
| CDU                            | 29,4 % (+3,2)    | 8 (+1)           |                  |                  |
| SPD                            | 20,7 % (−0,7)    | 5 (±0)           |                  |                  |
| Grüne                          | 9,9 % (−5,7)     | 3 (−1)           |                  |                  |
| FDP                            | 8,2 % (+0,1)     | 2 (±0)           |                  |                  |
| AfD                            | n. a. (−7,2)     | 0 (−2)           |                  |                  |
| Wahlbeteiligung: 55,5 % (-1,3) |                  |                  |                  |                  |

### Bürgermeister
An der Spitze des Ortes stand der vom Landesherrn auf Lebenszeit eingesetzte Schultheiß. Daneben gab es sechs Gerichtsleute. Später leitete ein von der Gemeindebevölkerung gewählter Bürgermeister und der Rat (Dorfgeschworene) die Gemeinde. 1832 wurde die Badische Gemeindeordnung eingeführt, 1935 dann die deutsche Gemeindeordnung, welche die Durchsetzung des Führerprinzips auf Gemeindeebene vorsah. Seit 1971 trägt das Stadtoberhaupt den Titel Oberbürgermeister. Sein Vertreter ist der Beigeordnete mit der Amtsbezeichnung Bürgermeister.
Vögte, Bürgermeister und Oberbürgermeister
| - 1809–1820: Michael Merkel, Vogt - 1821: Jacob Holl, Vogt - 1822: Josef Schmidt, Vogt - 1823–1836: August Henkele - 1837–1840: Florian Götzmann - 1840–1849: Adam Hirth - 1849–1870: Daniel Henger - 1870–1877: Hieronymus Merkel - 1877: Kilian Fütterer - 1878–1881: Karl Lang - 1881–1902: Franz Bracht - 1902–1919: Karl Kohlbecker | - 1919–1933: August Schneider - 1933–1935: Otto Dietz - 1935: Karl Fütterer - 1936–1945: Adolf Martin - 1945–1946: Heinrich Focken - 1946–1950: Oskar Fritz - 1950–1968: Josef Hollerbach, CDU - 1968–1984: Helmut Dahringer - 1984–1991: Thomas Schäuble, CDU - 1991–2007: Michael Schulz - 2007–2023: Christof Florus - seit 22. Mai 2023: Michael Pfeiffer |

Pfeiffer wurde am 2. April 2023 zum Oberbürgermeister gewählt. Mit 62,31 Prozent der Stimmen setzte er sich im ersten Wahlgang gegen den Amtsinhaber Florus und zwei weitere Kandidaten durch. Die Wahlbeteiligung lag bei 47,52 Prozent. Am 22. Mai 2023 fand die Amtseinführung statt.

### Wappen
Blasonierung: „In Rot ein silberner Sester.“ (= ein altes Getreidemaß).
Die Stadtflagge ist weiß-rot.
Das Wappenbild ist schon in den Siegeln des Ortes aus dem 18. Jahrhundert nachweisbar. Zunächst erhielt der Ort im Jahr 1901 jedoch ein Wappen, das in von Silber und Blau gespaltenem Schild ein schwarzes halbes Zahnrad (Symbol der Industrie) am Spalt und einen silbernen Glasbecher (Symbol für die Glasindustrie) zeigte. 1938 wurde das Wappen nach Eingliederung der Gemeinde Ottenau verändert. Es zeigte nunmehr erstmals den schwarzen Gaggenauer Sester in Silber und das liegende silberne Ottenauer Rebmesser in Rot in geteiltem Schild. 1958 setzte man beide Bilder in einen gespaltenen Schild (In Rot ein silberner Sester und in Silber eine schwarze Hippe). Im Zuge der Gemeindereform konzentrierte man sich jedoch auf das alleinige Gaggenauer Zeichen, den Sester. Dieses Wappen wurde der Stadt Gaggenau am 7. Januar 1971 vom Innenministerium Baden-Württemberg verliehen.

### Städtepartnerschaften
Gaggenau unterhält seit 1970 mit der Stadt Annemasse in Frankreich und seit 2000 mit der Stadt Sieradz in Polen Städtepartnerschaften. Nach der deutschen Wiedervereinigung bestanden für einige Jahre freundschaftliche Kontakte zur Stadt Ludwigsfelde in Brandenburg.

## Kultur und Sehenswürdigkeiten

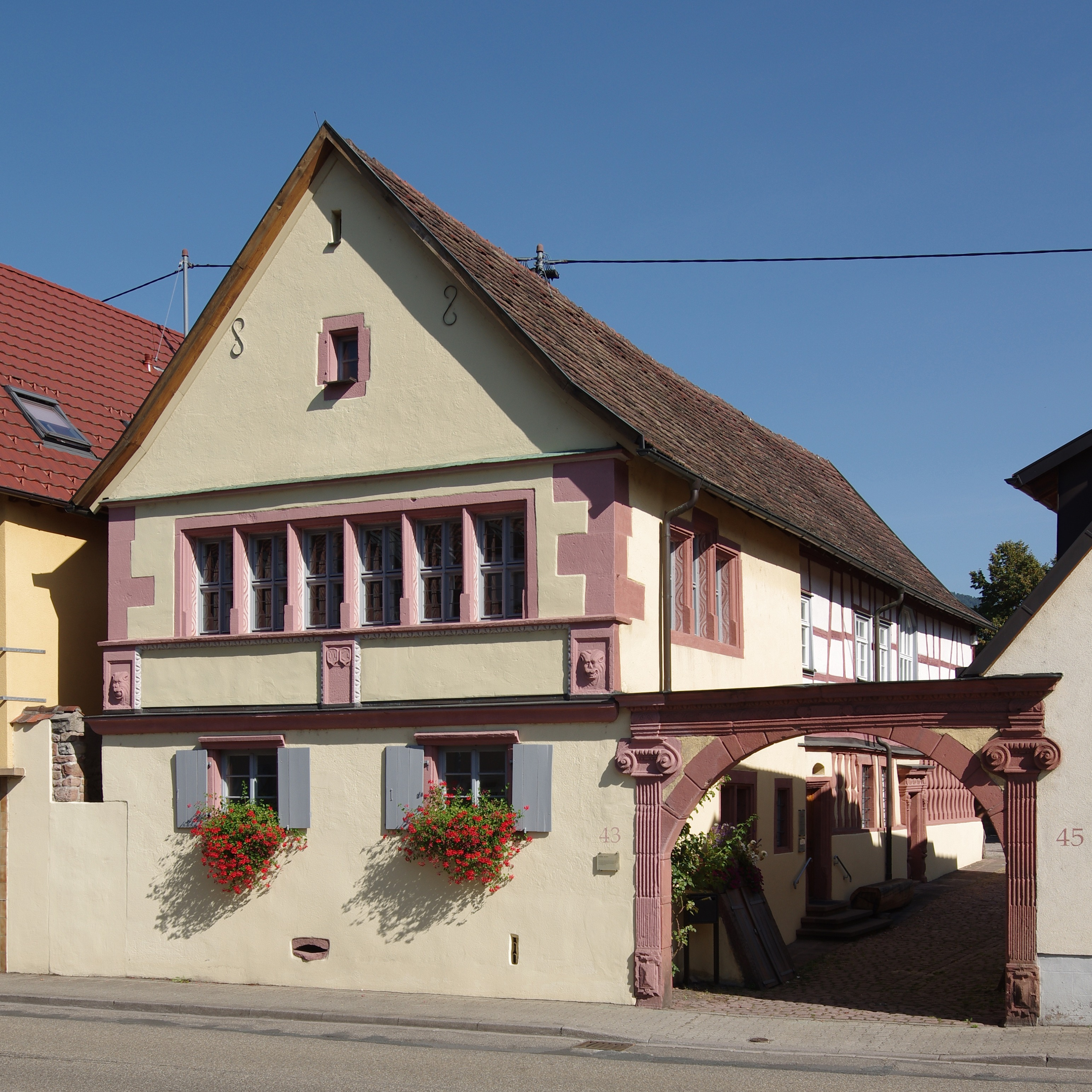
Das Haus Kast im Stadtteil Hörden mit Renaissanceportal

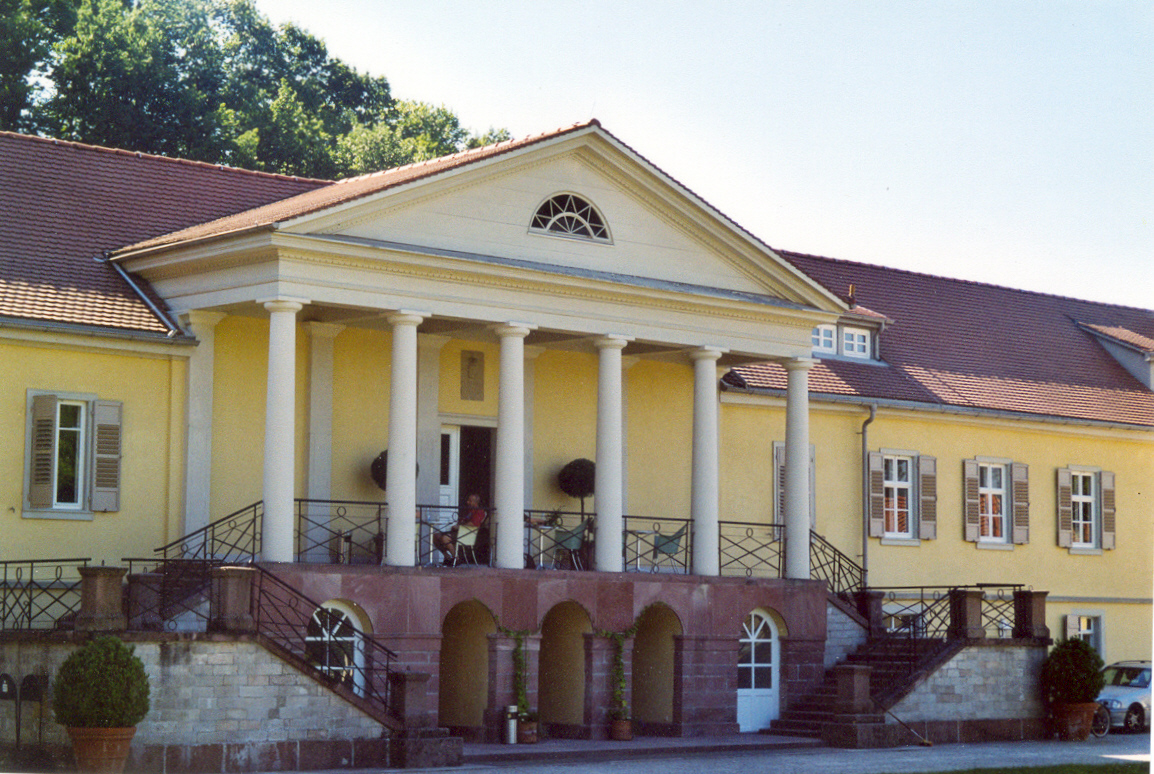
Schloss Rotenfels

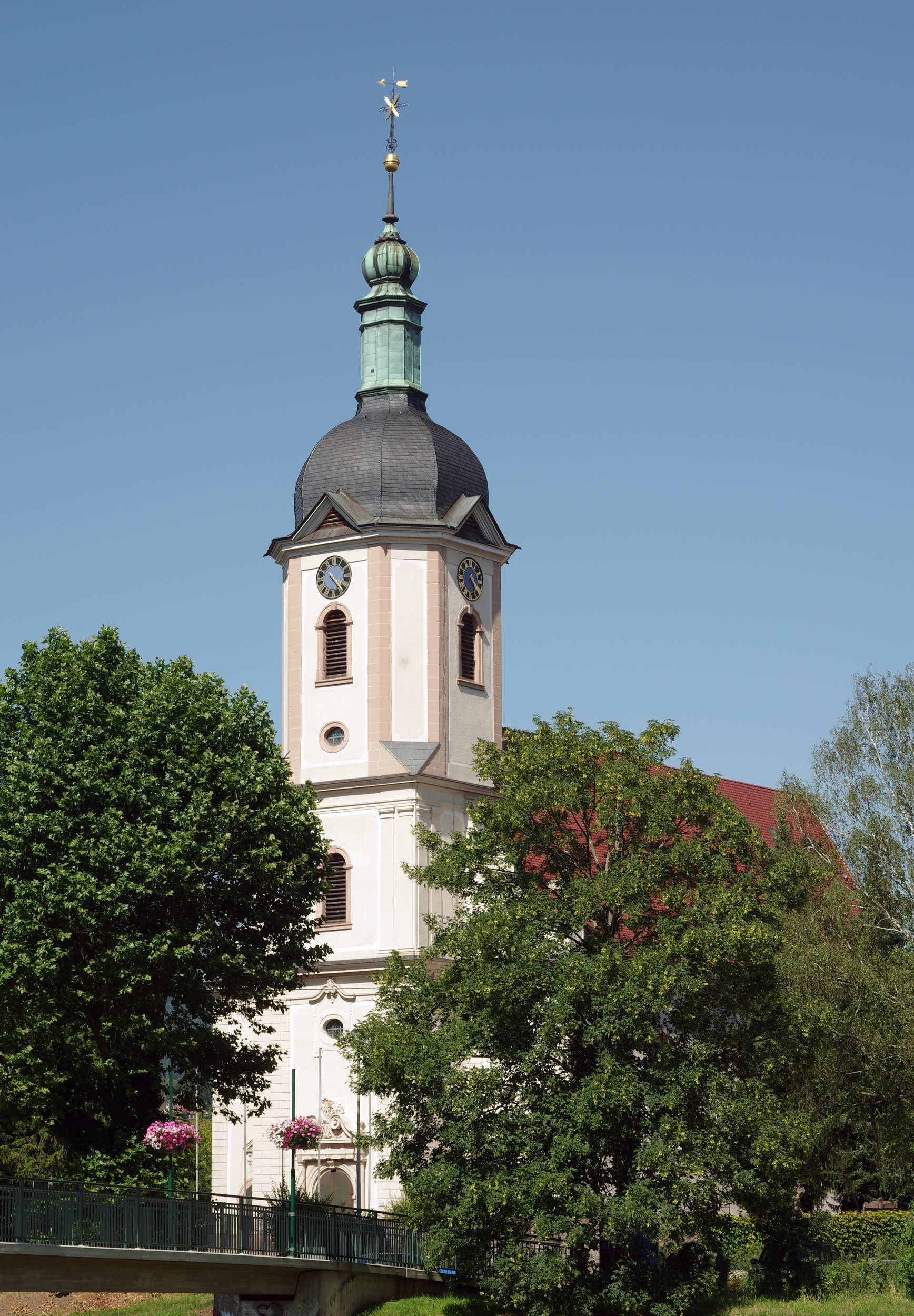
St. Laurentius in Bad Rotenfels

### Veranstaltungsorte
Gaggenau verfügt über acht Mehrzweck- bzw. Festhallen. Die größte bildet die Jahnhalle in der Kernstadt. Sie wurde 1926 erbaut und nach der Zerstörung im Zweiten Weltkrieg 1948 wiederaufgebaut und danach mehrfach umgebaut. In den Ortsteilen gibt es die Merkurhalle Ottenau (1955), die Festhalle Rotenfels (1978), die Flößerhalle Hörden, die Wiesentalhalle Michelbach, die Eichelberghalle Oberweier und die Sporthalle Selbach. Daneben bestehen städtische Vereinsheime in Gaggenau, Selbach und Sulzbach.
Die „klag-Bühne“ Gaggenau ist eine überregional bekannte Bühne für Kleinkunst, Musik und Theater mit Bewirtung. Veranstalter ist in der Hauptsache das Kulturamt der Stadt Gaggenau.

### Museen
- Das Museum Haus Kast im Stadtteil Hörden zeigt Exponate zur Flößerei, Wald, Jagdgeschichte, Märchen und Sagen.
- Im Stadtteil Michelbach gibt es ein Heimatmuseum.
- Beim Stadtteil Bad Rotenfels, jedoch bereits auf Gemarkung von Kuppenheim-Oberndorf, befindet sich das Unimog-Museum.

### Bauwerke
Die katholische Pfarrkirche St. Josef stammt aus dem Jahr 1899, die evangelische Markuskirche ursprünglich aus dem Jahr 1891. Beide wurden im Zweiten Weltkrieg schwer beschädigt beziehungsweise zerstört und danach stark verändert wieder aufgebaut. Das Rathaus wurde in den Jahren 1957 und 1958 erbaut, nachdem der Vorgängerbau ebenfalls zusammen mit den meisten Bauwerken im Stadtkern während der Fliegerangriffe im Zweiten Weltkrieg zerstört worden war.
Im Stadtteil Bad Rotenfels befinden sich der Kurpark und an seinem Rand die Akademie Schloss Rotenfels. Das Hauptgebäude der Akademie ist ein repräsentativer Bau mit klassizistischem Säulenportikus. 1818–1827 wurde die bisherige Fabrikationshalle einer Steinzeugfabrik nach Entwurf von Friedrich Weinbrenner zum Landschloss umgebaut. Die barocke Pfarrkirche St. Laurentius in Bad Rotenfels wurde 1752–1766 durch Franz Ignaz Krohmer erbaut. Bei einer Renovierung 1902–1903 erhielt die Fassade neobarocke Überformungen. Es handelt sich dabei um das dritte Kirchengebäude an dieser Stelle. Die katholische Kirche St. Laurentius war eine Tochtergründung der vormaligen Pfarrei St. Sixtus in Kuppenheim und wird gerne als Mutterkirche des Murgtals bezeichnet. Von der Pfarrei Rotenfels, die ursprünglich das Murgtal von Bischweier bis Forbach umfasste, wurden im Lauf der Jahrhunderte kleinere Kirchengemeinden in die Selbständigkeit abgespalten. Weitere Kirchen im Stadtgebiet sind die katholische Kirche St. Johann Nepomuk in Hörden (Baujahr 1894), die katholische Marienkirche im Fachwerkdorf Michelbach aus dem 13. Jahrhundert mit späteren Veränderungen, die katholische spätgotische Kirche St. Johannes der Täufer in Oberweier, die katholische Kirche St. Nikolaus Selbach aus dem Jahr 1756, die neuromanische Kirche St. Anna von 1884 in Sulzbach und die neugotische Pfarrkirche St. Jodok von 1906 in Ottenau.
Im Oberdorf von Bad Rotenfels, am Ortsausgang Richtung Winkel, liegt die 1747–1752 erbaute Sebastianskapelle mit offener Vorhalle und Dachreiter, die kleiner ist als die umliegenden ländlichen Wohnhäuser.
Zudem wird das Stadtbild der Innenstadt und der Stadtteile von zahlreichen Brunnen geprägt. Der markanteste ist der 1981 erbaute und 2016 umgestaltete Gänsebrunnen von Gudrun Schreiner am Bahnhofsplatz. Er greift die Namenssage Gaggenaus auf, die besagt, dass einem Hütebuben seine Gans entlaufen sei und er sie aufgrund ihres lauten „Gag-gag“ beim sogenannten Hilpertsloch unterhalb des Hilpert wiedergefunden hat.
Im Stadtteil Hörden erinnert der Flößerbrunnen an das traditionelle Handwerk des Flößers. Die Wasserspeier stellen traditionelle Figuren des Hördener Karnevals dar: Den Fürig Barthel, die Schlempe und den Domino. Im früheren Ortskern von Bad Rotenfels, in der unteren Eichelbergstraße, wurde in den 1990er Jahren durch den Heimatverein ein alter Ziehbrunnen-Schacht wiederentdeckt, restauriert und der Öffentlichkeit wieder zugänglich gemacht.
In den 1980er Jahren errichtete der Zürcher Architekt Justus Dahinden das Stadthotel Gaggenau auf dreieckigem Grundriss sowie die Kettenhaussiedlung „Gass“.

### Regelmäßige Veranstaltungen
- Ostermarkt
- Maimarkt, aus den Marktrechten des früheren Bad Rotenfelser Jahrmarktes entstanden
- City-Sause
- Herbstmesse
- Kunsthandwerkermarkt
- Adventsmarkt

## Wirtschaft und Infrastruktur

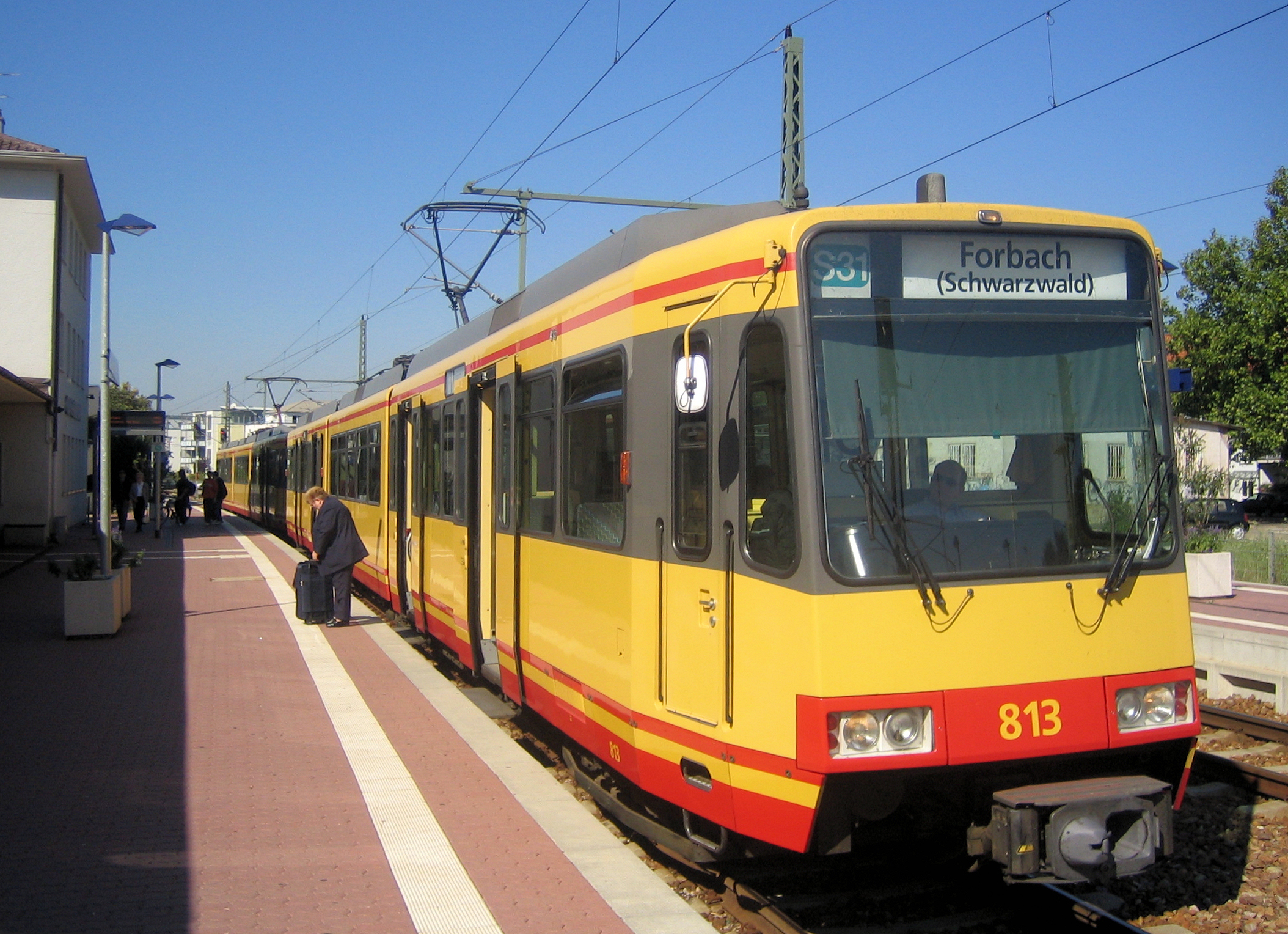
Stadtbahn im Bahnhof Gaggenau

### Verkehr

#### Straßenverkehr
Gaggenau liegt an der Bundesstraße 462 Rastatt–Freudenstadt (Schwarzwald-Tälerstraße), die von Bad Rotenfels bis zur Autobahnanschlussstelle Rastatt an der Bundesautobahn 5 Karlsruhe–Basel vierspurig ausgebaut ist.

#### Schienenverkehr
In Gaggenau sowie den Teilorten Bad Rotenfels, Ottenau und Hörden befinden sich insgesamt sieben Stationen der Murgtalbahn. Auf dieser verkehrt seit der durchgehenden Elektrifizierung im Jahr 2002 eine von Karlsruhe kommende Stadtbahnlinie. Seither gehen die Züge direkt auf das dortige Straßenbahnnetz über.

#### Radverkehr
Durch Alltagsrouten aus dem Radnetz Baden-Württemberg ist Gaggenau
- über den Stadtteil Bad Rotenfels und über Kuppenheim mit Rastatt,
- in Kuppenheim abzweigend über Muggensturm und Malsch mit Ettlingen,
- über die Stadtteile Ottenau und Hörden und über Gernsbach mit Freudenstadt verbunden.

Durch Gaggenau verläuft als Landes-Radfernweg der Naturpark-Radweg Schwarzwald Mitte/Nord. Er führt rund um selbigen Naturpark und verläuft dabei von Baden-Baden (Stadtteile Oos und Haueneberstein) über Kuppenheim in die Stadtteile Bad Rotenfels und Oberweier. Weiter führt er über Waldprechtsweier und Malsch nach Ettlingen.
Gaggenau ist Mitglied der AGFK (Arbeitsgemeinschaft Fahrrad- und Fußverkehrsfreundlicher Kommunen) in Baden-Württemberg.

### Bekannte ansässige Unternehmen

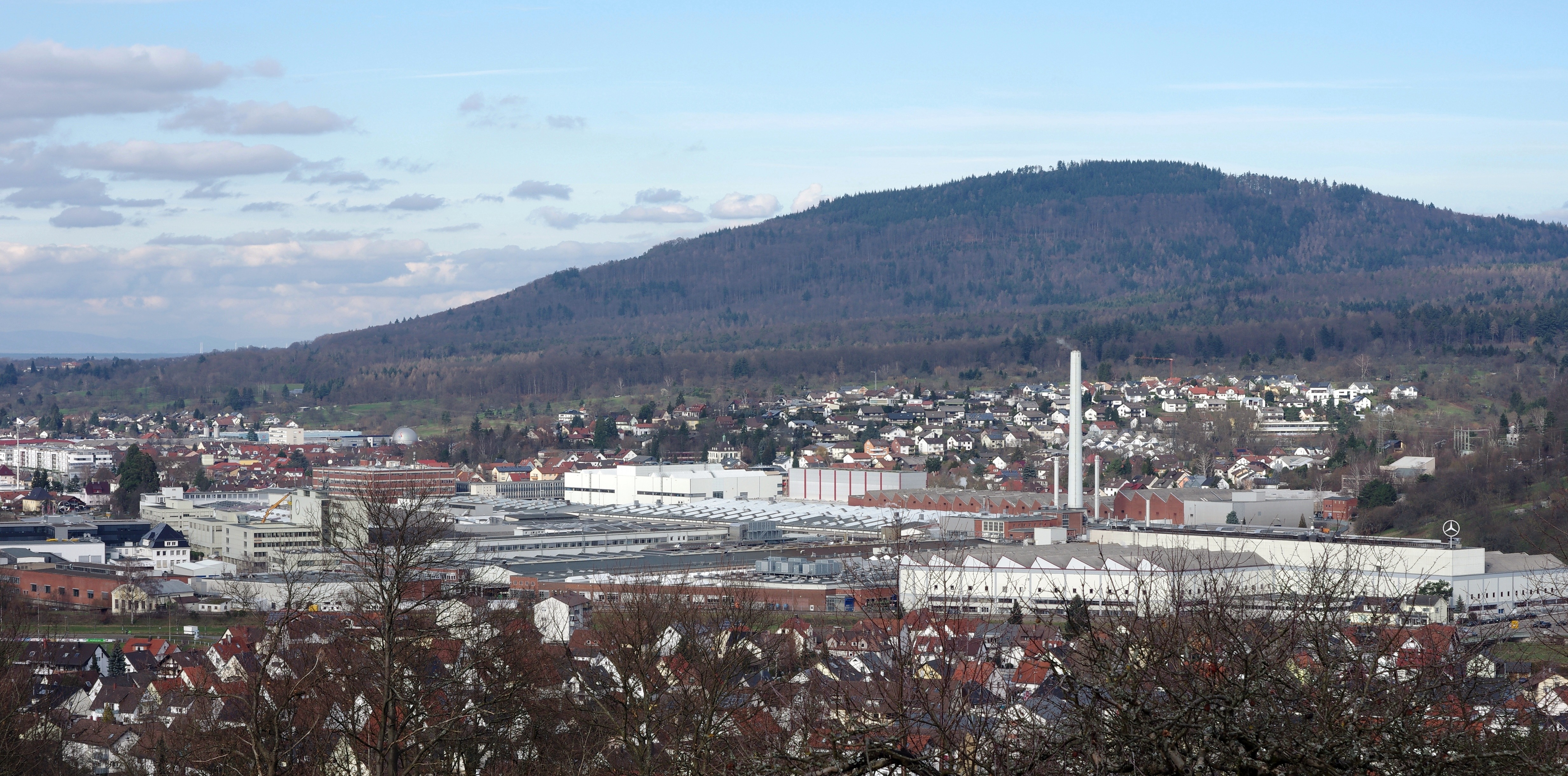
Mercedes-Benz-Werk Gaggenau

- Mercedes-Benz-Werk Gaggenau – das Werk ist mit ca. 6.500 Beschäftigten größter Arbeitgeber der Stadt und der größte Industriebetrieb im Schwarzwald. Es geht auf einen 1894 von Theodor Bergmann gegründeten Betrieb zurück, der als Süddeutsche Automobil-Fabrik Gaggenau 1909 von Benz & Cie. übernommen wurde. Damit gilt es als die weltweit älteste am gleichen Standort bestehende Automobilfabrik.
- Protektorwerk Florenz Maisch, Hersteller von Bauprofilen
- Dambach-Werke GmbH – der 1925 gegründete Anbieter von Beschilderungssystemen ist heute Teil des Swarco-Konzerns
- AVL Analytical Technologies GmbH/PEUS-Testing GmbH
- Grötz GmbH & Co. KG, Bauunternehmen
- König Metall, siehe Otmar Zwiebelhofer
- Kohlbecker Gesamtplan GmbH, Architektur und Bauunternehmen
- Gerhard Lang Recycling GmbH
- Precitec KG, Hersteller von Geräten für Lasermaterialbearbeitung und optische Messtechnik
- PolyOne Th. Bergmann GmbH, Kunststoffverarbeitung
- TP-Elektroplan GmbH

### Medien
Über das lokale Geschehen in Gaggenau und dem Murgtal berichten die Tageszeitungen Badisches Tagblatt (BT) mit Sitz in Baden-Baden/Lokalredaktion Gaggenau und ihrer Lokalausgabe Der Murgtäler mit einer täglich verbreiteten Auflage von etwa 20.900 Exemplaren (Ausgabe Rastatt/Murgtal) sowie die Badische Neueste Nachrichten (BNN) mit Sitz Karlsruhe/Lokalredaktion Gaggenau und ihrer Lokalausgabe Rastatt/Gaggenau mit einer täglich verbreiteten Auflage von etwa 9.500 Exemplaren (Ausgabe „Mittelbaden“ (Bereich Baden-Baden, Rastatt und Murgtal)). Stand 2012.
Als weiteres Medium fungiert die Gaggenauer Woche mit dem eingefügten Amtsblatt als offiziellem Mitteilungsblatt. Sie erscheint einmal pro Woche (donnerstags) und wird an die Gaggenauer Haushalte kostenlos mit einer Auflage von etwa 16.000 Exemplaren verteilt. Herausgeber und Verleger ist Nussbaum Medien mit Sitz in Weil der Stadt, die ein Außenbüro in der Stadt unterhalten.
Des Weiteren werden vom Badischen Tagblatt als Herausgeber zwei kostenlose Anzeigen- und Lokalwirtschaftsnachrichtenjournale namens Wochenjournal WO – Ausgabe Murgtal und WO am Sonntag – Ausgabe Rastatt/Murgtal kostenlos an die Haushalte zugestellt. Die Auflage des Wochenjournal WO liegt bei etwa 25.500 (Ausgabe Murgtal), die Auflage WO am Sonntag sogar bei rund 73.500 (Ausgabe Rastatt/Murgtal).
Bei entsprechenden Anlässen werden TV-Beiträge über Gaggenau und die Region vom Südwestrundfunk über seinen Regional-Fernsehsender R.TV Karlsruhe ausgestrahlt.

### Bildung
In Gaggenau gibt es ein Gymnasium (Goethe-Gymnasium), eine Realschule (Realschule Gaggenau), ferner drei Grund- und Hauptschulen mit Werkrealschule (Eichelbergschule Bad Rotenfels, Hebelschule und Merkurschule) sowie die Hans-Thoma-Grundschule und je eine Grundschule in den Stadtteilen Selbach (Ebersteingrundschule), Hörden, Michelbach, Oberweier und Sulzbach (Bernsteinschule). Weiterhin ist im Schulzentrum Dachgrub Bad Rotenfels eine vom Landkreis Rastatt getragene Förderschule (Erich Kästner-Schule) eingerichtet. Der Landkreis ist auch Träger der Carl-Benz-Schule, einer berufsbildenden Schule.
Die Steinbeis Business Academy unterhält seit 2016 eine Studieneinrichtung in Gaggenau, die Carl Benz Business School of Product Engineering Management.
In Schloss Rotenfels ist seit 1996 die Akademie Schloss Rotenfels eingerichtet; die baden-württembergische Landesakademie für Schulkunst, Schul- und Amateurtheater.

## Persönlichkeiten

### Ehrenbürger
Die Stadt Gaggenau hat folgenden Personen das Ehrenbürgerrecht verliehen:
- 1920: Theodor Bergmann (Unternehmer), Kommerzienrat, Begründer der Gaggenauer Automobilindustrie
- 1928: Josef Vogt, Dekan, Ehrenbürger von Ottenau
- 1929: Alois Degler, Brauereibesitzer
- 1929: Felix Lohrmann, Industrieller
- 1930: Karl Kohlbecker, Bürgermeister
- 1958: Karl Degler, Brauereibesitzer
- 1958: Wilhelm Rommel, Schmiedemeister
- 1968: Josef Hollerbach, Bürgermeister
- 1976: Kurt A. Dambach, Industrieller
- 1977: Josef Grötz
- 1977: Willi Roth
- 1980: Josef Götzmann
- 1984: Helmut Dahringer, Oberbürgermeister
- 1984: Theodor Hurrle, Landtagsabgeordneter
- 2010: Christoph Kohlbecker, Architekt
- 2012: Friedrich Weiler, Rektor a. D.
- 2013: Heinz Goll, Politiker

### Söhne und Töchter der Stadt
- Anton Rindenschwender (1725–1803), Gründer der Gaggenauer Glashütte
- Otto Frey (1824–1903), Verwaltungsbeamter und Abgeordneter der Badischen Ständeversammlung
- Albert Krieger (1861–1927), Archivar und Historiker
- Ernst Bahnmayer (1888–1931), Schwimmer
- Günther Rall (1918–2009), Generalleutnant a. D., Jagdflieger, Inspekteur der Luftwaffe
- Theodor Hurrle (1919–1997), SPD-Landtagsabgeordneter
- Klaus Bemmer (1921–1979), Maler
- Christoph Kohlbecker (1935–2020), Architekt
- Roland Herrmann (* 1948), Diplomat, Generalkonsul in Kapstadt

### Weitere Persönlichkeiten in Gaggenau
- Werner O. Feißt (1929–2006), SWR-Moderator und Fernsehproduzent, lebte seit Jahrzehnten bis zu seinem Tod in Gaggenau-Selbach
- Jakob Scheuring (1912–2001), Sprint-Europameister 1938, startete für den Turnerbund Ottenau
- Albert Neumaier (1912–1983), Pfarrer von Bad Rotenfels und Widerstandskämpfer gegen den Nationalsozialismus
- Theodor Humpert (1889–1968), Historiker, Lehrer und Rektor in Gaggenau 1920–1933
- Bernhard Schroth (1908–1986), Politiker der SPD und Landtagsabgeordneter